# Mahmoud Al-Youssef
Mahmoud Al-Youssef (arabe : محمود اليوسف), né le 20 janvier 1988 à Lattaquié en Syrie, est un footballeur international syrien, qui évolue au poste de gardien de but avec le club d'Al-Jabalain FC.

## Biographie

### En sélection
En janvier 2019, il est retenu par le sélectionneur Bernd Stange afin de participer à la Coupe d'Asie des nations organisée aux Émirats arabes unis.